# Пападимос, Лукас
Лукас Деметриос Пападимос (греч. Λουκάς Παπαδήμος; род. 11 октября 1947 Афины, Греция) — греческий государственный и политический деятель, экономист. Премьер-министр Греции с 11 ноября 2011 по 16 мая 2012 года. Член Афинской академии (2006).

## Биография
Родился 11 октября 1947 года в Афинах. Окончил Афинский колледж (1966). Получил степени бакалавра в области физики (1970), магистра электротехники (1972) и доктора экономики (1977) в Массачусетском технологическом институте (США). Долгое время находился на преподавательской и исследовательской деятельности в США. В частности, в 1973—1975 годах был ассистентом по исследованиям в Массачусетском технологическом институте, ассистентом в Колумбийском университете в 1975—1977, затем доцентом того же университета в 1977—1984.
В 1980 году старший экономист Федерального резервного банка Бостона (США). В 1984—1985 годах приглашённый профессор экономики в Афинской школе экономики и бизнеса, с 1988 года профессор экономики Афинского университета.
С 1985 перешёл на государственную службу, работал экономическим советником, а затем руководителем отдела экономических исследований Банка Греции, с 1993 года заместитель директора, в 1994—2002 годах директор Банка Греции.
После образования зоны евро перешёл работать в европейские структуры. С января 2001 года член Управляющего совета Европейского центрального банка, в 2002—2010 годах его вице-президент.
В обстановке острого экономического кризиса возглавил технический кабинет министров страны. Добился одобрения парламентом закона о новом кредитном соглашении с ЕС и МВФ. Договоренности предусматривают меры жесткой экономии в обмен на финансовую помощь в 130 млрд евро. В частности, на 22 % уменьшается минимальная зарплата, на 7-15 % — пенсии, сокращаются бюджетные расходы, производится либерализация рынка труда, вводится новый график приватизации, сокращаются возможности для уклонения от уплаты налогов. До конца 2012 года 15 тыс. работников государственного сектора должны быть переведены в Организацию трудового резерва с сохранением 60 % от базового оклада. Затем предусматривается увольнение, в первую очередь тех, кто близок к пенсионному возрасту.
Кабинет Пападимоса продолжал свою работу вплоть до проведения внеочередных парламентских выборов, которые состоялись 6 мая 2012 года. После того, как переговоры о формировании нового правительства не привели к положительному результату, Пападимос вместе со своим кабинетом подал в отставку. Временный кабинет возглавил председатель Государственного совета Панайотис Пикрамменос.
25 мая 2017 года автомобиль Лукаса Пападимоса взорвали, пострадал он и водитель.